# Kazipet
Kazipet é uma cidade do distrito de Warangal, estado de Andra Pradexe, na Índia, uma das três cidades da área metropolitana de Warangal-Hanamakonda-Kazipet. É famosa por possuir um grande entroncamento ferroviário e uma divisão de manutenção de locomotivas (principalmente a diesel). O entroncamento está localizado próximo a um grande morro de granito, que é utilizado para abrigar radiocomunicação, provavelmente para a ferrovia. A estação ferroviária possui seis plataformas, porém, a numeração começa a partir da número 2. A plataforma 1 está totalmente inativa. Era utilizada como um local VIP, onde os ônibus VIPs eram levados para que seus passageiros pudessem se deslocar na estação evitando os portões principais.
Kazipet é conhecida por seu sistema educativo conventual, com três grandes escolas-convento (St. RNAs, St. Gabriels, Fátima). A cidade é muito diversificada, com hindus, cristãos, muçulmanos e cojas. Muitos dos residentes são empregados da empresa estatal Indian Railways (companhia ferroviária indiana). Costumava funcionar como uma central ferroviária conectando norte e sul, leste e oeste da Índia, com mais de 30 trens de passageiros e expresso circulando. Um dos melhores colégios de engenharia da Índia (Regional Engineer College, Warangal- REC) está localizado a cerca de 2,5 km do centro da cidade.